# Wolfhart Pannenberg
Wolfhart Pannenberg (Estetino, Polónia, 2 de outubro de 1928 — 5 de setembro de 2014) foi um  teólogo cristão alemão.

## Vida e ponto de vista

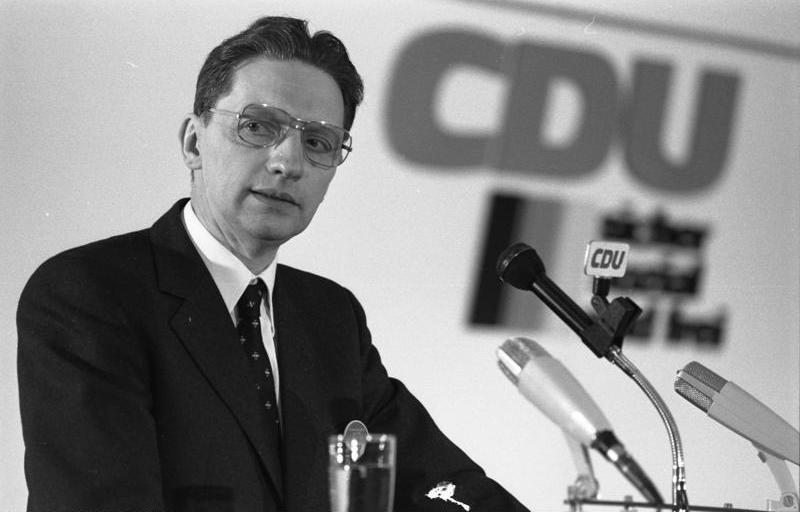
Foto tirada em 3 de fevereiro de 1983, durante o Congresso pela Paz da CDU na sede Konrad-Adenauer, em Bonn.

Pannenberg foi batizado como um bebê na Igreja Evangélica Luterana, mas não teve praticamente nenhum contato com a Igreja nos seus primeiros anos. No entanto, com cerca de dezesseis anos de idade, ele teve uma intensa experiência religiosa a qual ele chamou mais tarde de sua "experiência de iluminação". Buscando compreender esta experiência, ele começou a pesquisar através das obras de grandes filósofos e pensadores religiosos. O seu professor de literatura da Escola Secundária, que tinha feito parte da Igreja Confessante durante a Segunda Guerra Mundial, encorajou-o a considerar seriamente o Cristianismo, o que resultou na "conversão intelectual" de Pannenberg, da qual concluiu que a fé cristã era a melhor opção religiosa disponível. E isto o implusionou em sua carreira como teólogo.
A parte central da carreira teólogica de Pannenberg foi sua defesa da teologia como uma rigorosa disciplina acadêmica, uma capacidade de interação com a filosofia crítica, a história e as ciências naturais.
Pannenberg é, talvez, mais conhecido pelo seu livro: Jesus: Deus e Homem, no qual ele constrói uma Cristologia "por baixo", ou seja, a sua dogmática decorre de uma análise crítica da vida de Jesus de Nazaré. Ele, correspondentemente, rejeita a formulação tradicional da cristologia das "duas naturezas" pontualizada no Concílio de Calcedónia, preferindo ver a pessoa de Cristo à luz da vida de Jesus e de modo particular da sua ressurreição. Este foco sobre a ressurreição de Cristo como a chave da identidade levou Pannenberg a defender a sua historicidade.

## Artigos do Pannenberg em português
1. Como Pensar Sobre o Secularismo. Disponível em [[https://vitorgrando.wordpress.com/2016/01/08/como-pensar-sobre-o-secularismo-wolfhart-pannenberg/]]
2. Deveríamos Apoiar o Casamento Homossexual? Disponível em [[http://despertaibereanos.blogspot.com.br/2010/03/deveriamos-apoiar-o-casamento.html]]
3. Linguagem Feminina Sobre Deus? Disponível em https://vitorgrando.wordpress.com/2025/03/20/linguagem-feminina-sobre-deus-wolfhart-pannenberg/
4. Quando Tudo é Permitido. Disponível emhttps://vitorgrando.wordpress.com/2016/01/11/quando-tudo-e-permitido-wolhart-pannenberg/
5. Teologia Sistemática. 3 Volumes ed. Academia Cristã e ed. paulus

## Livros de Pannenberg (como publicados traduzido em inglês)
- 1968. Jesus: God and Man. Philadelphia: Westminster Press.

- 1969. Basic Questions in Theology. Westminster Press
- 1969. Theology and the Kingdom of God. Westminster Press.
- 1970. What Is Man? Philadelphia: Fortress Press.
- 1972. The Apostles' Creed in Light of Today's Questions. Westminster Press.
- 1977. Faith and Reality. Westminster Press.
- 1988-1994. Systematic Theology. T & T Clark

## Literatura Secundária
- Bradshaw, Timothy, 1988. Trinity and ontology: a comparative study of the theologies of Karl Barth and Wolfhart Pannenberg. Edinburgh: Rutherford House Books.
- Case, Jonathan P., 2004, "The Death of Jesus and the Truth of the Triune God in Wolfhart Pannenberg and Eberhard Jüngel," Journal for Christian Theological Research 9: 1–13.
- Fukai, Tomoaki, 1996. Paradox und Prolepsis: Geschichtstheologie bei Reinhold Niebuhr und Wolfhart Pannenberg. Marburg
- Grenz, S. J., 1990. Reason for Hope: The Systematic Theology of Wolfhart Pannenberg. New York: Oxford.
- --------, "Pannenberg on Marxism: Insights and Generalizations," The Christian Century (30 September 1987): 824–26.
- --------, "Wolfhart Pannenberg's Quest for Ultimate Truth," The Christian Century (14–21 September 1988): 795–98.
- Lischer, Richard, "An Old/New Theology of History," The Christian Century (13 March 1974): 288–90.
- Don H. Olive, 1973. Wolfhart Pannenberg-Makers of the Modern Mind. Word Incorporated, Waco, Texas.
- Page, James S., 2003, "Critical Realism and the Theological Science of Wolfhart Pannenberg: Exploring the Commonalities," Bridges: An Interdisciplinary Journal of Philosophy, Theology, History and Science 10(1/2): 71–84.
- Shults, F. LeRon, 1999. The Postfoundationalist Task of Theology: Wolfhart Pannenberg and the New Theological Rationality. Grand Rapids, MI: Eerdmans.
- Tipler, F. J., 1989, "The Omega Point as Eschaton: Answers to Pannenberg's Questions for Scientists," Zygon 24: 217–53. Followed by Pannenberg's comments, 255-71.
- --------, 1994. The Physics of Immortality: Modern Cosmology, God and the Resurrection of the Dead. New York: Doubleday.
- --------, 2007. The Physics of Christianity. New York: Doubleday.
- Silva, Luís Manuel Pereira da, 2004, Teologia, ciência e verdade. Fundamentos para uma definição do estatuto científico da Teologia, segundo W. Pannenberg. Coimbra: Gráfica de Coimbra. [1]
- Tupper, E. F., 1973. The Theology of Wolfhart Pannenberg. Philadelphia: Westminster press.
- Woo, B. Hoon, 2012. "Pannenberg’s Understanding of the Natural Law,[ligação inativa]" Studies in Christian Ethics 25 (3/4): 346–366.

1. ↑  http://www.paroquias.org/noticias.php?n=4943